# Ribeirão dos Índios (kommun)
Ribeirão dos Índios är en kommun i Brasilien.   Den ligger i delstaten São Paulo, i den södra delen av landet, 800 km sydväst om huvudstaden Brasília. Antalet invånare är 2 187.
Följande samhällen finns i Ribeirão dos Índios:
- Santo Anastácio
- Ribeirão dos Índios

Trakten runt Ribeirão dos Índios består i huvudsak av gräsmarker. Runt Ribeirão dos Índios är det glesbefolkat, med 10 invånare per kvadratkilometer.